# Porta tallafoc

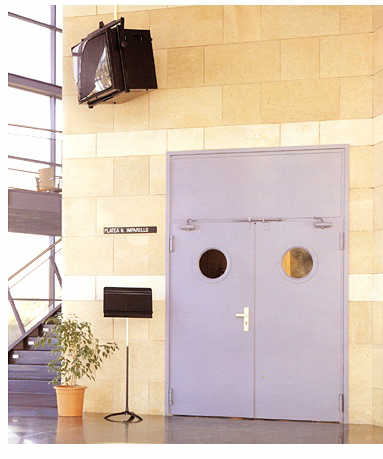
Porta tallafocs de 2 fulles amb espiell

Una porta tallafoc o porta tallafocs és una porta resistent al foc situada entre dos sectors d'incendi d'un edifici per a retardar l'avanç d'un incendi, possibilitant l'evacuació dels ocupants de forma segura i l'actuació dels equips de rescat i extinció.

## Característiques

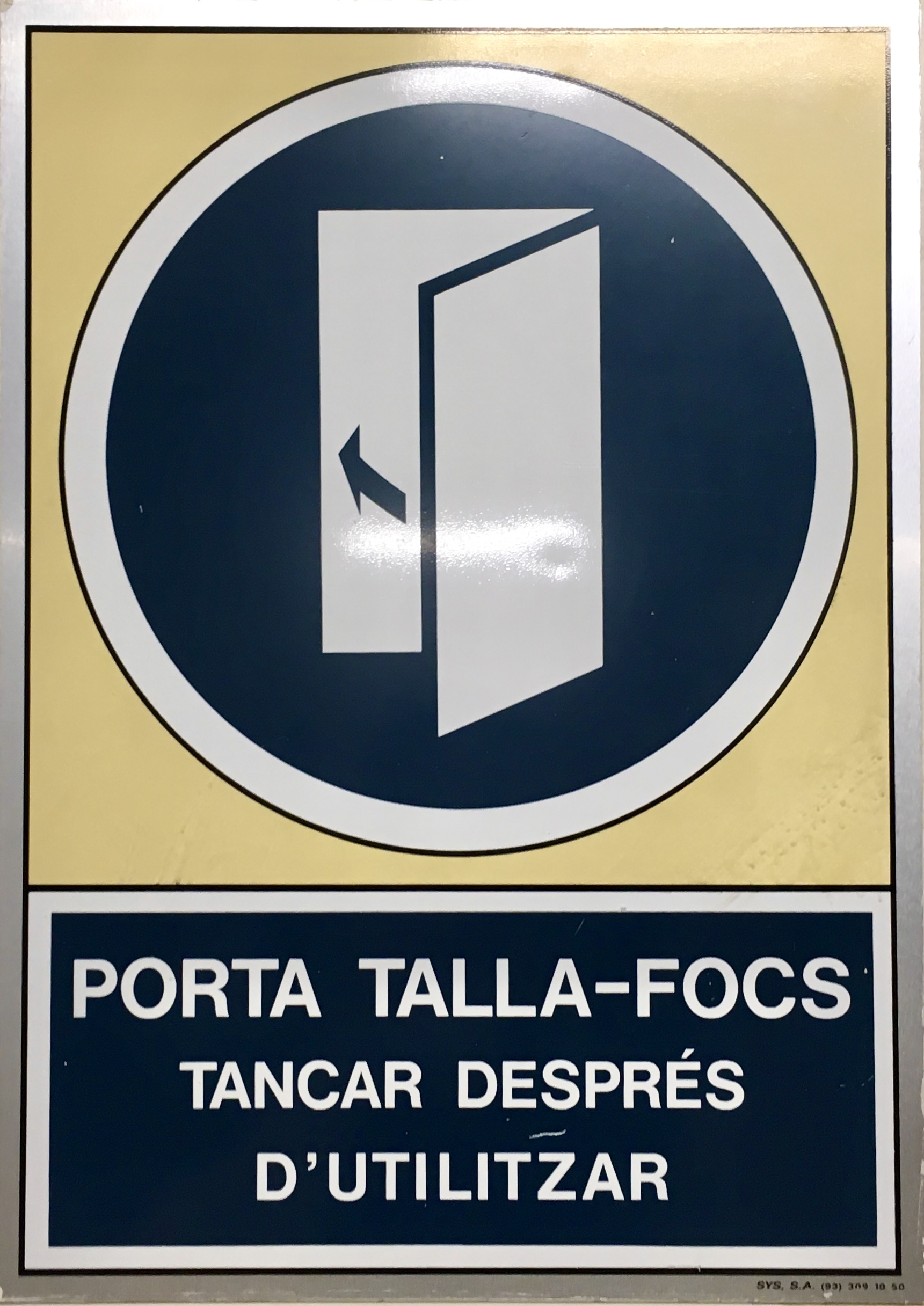
Cartell en català que indica una porta tallafoc.

Ha d'estar tancada en el moment de l'incendi, per aquest motiu ha de tenir tancament automàtic. Pot estar oberta per a facilitar el pas de les persones, emprant retenidor electromagnètic que ha d'estar connectat al sistema de detecció d'incendis de l'edifici.
Si està en una via d'evacuació haurà de ser de fàcil obertura. Ha d'obrir en el sentit de l'evacuació si hi han de passar més de 50 persones en un recinte, o més 100 persones en general, o més de 200 persones en els edificis d'habitatges.
Si la porta és de 2 fulles, estarà equipada amb un dispositiu de coordinació d'aquestes fulles conforme a la norma: UNE-EN 1158:2003, de forma que tanquin en l'ordre correcte.
Les portes tallafocs han de portar la marca CE, d'acord amb la norma EN 16034, de juliol de 2013, d'obligat compliment a Espanya des del 1.9.2019.

## Resistència al foc
Les portes tallafoc han de mantenir la seva integritat davant el foc i l'aïllament tèrmic durant un temps determinat. Aquest temps ve determinat per la normativa de protecció contra incendis. En general és la meitat del temps exigit als tancaments del sector d'incendi. Per tal de garantir aquestes característiques, els fabricants han d'assajar les portes en un laboratori homologat, que emetrà un certificat amb la classificació de la porta. La nomenclatura de la classificació és EI₂-tC5, on E és la integritat (capacitat de la porta per mantenir-se estanca al foc i al fum d'un incendi), I₂ és l'aïllament (capacitat de la porta per impedir el pas de la calor a l'altre costat), t és el temps en minuts durant el qual la porta manté les propietats d'integritat i d'aïllament davant d'un incendi (el temps pot prendre els valors 30, 45, 60, 90, 120 i 240), i C5 és el tancament automàtic (assaig que garanteix el tancament correcte de la porta) amb una durabilitat 5, que significa que resisteix 200.000 cicles. Per exemple, una porta que antigament es classificava com a RF-60, actualment és EI₂- 60 C5.

## Components de les portes
Les portes tallafocs són habitualment metàl·liques, formades per dues xapes d'acer separades per llana de roca, però poden ser també de vidre o de fusta. Poden ser abatibles, corredisses, de guillotina, enrotllable, o altres opcions.
Els accessoris poden ser:
- Tancament automàtic C5: de 200.000 cicles. En portes de poca circulació es pot justificar l'ús de tancament C3 (50.000 cicles). Les frontisses de molla estan prohibides.
- Barra antipànic: obligatòria en vies d'evacuació de gran ocupació, locals de pública concurrència,...
- Manetes amb clau: únicament al costat oposat al sentit d'evacuació.
- Selector de tancament: per a les portes de 2 fulles per tal de garantir el correcte ordre de tancament.
- Retenidor magnètic o electroimant: per les portes que han de mantenir-se obertes habitualment.
- Espiell de vidre EI: per permetre la visió entre un sector i el següent. El vidre també ha de ser resistent al foc.